# Hakawati
Hakawati zijn Syrische verhalenvertellers die tegen betaling de vaak op rijm gestelde overleveringen over helden als "Iskander" en Saladin in koffiehuizen voordragen en uitbeelden. Na een periode van verval door de concurrentie van bioscoop en televisie is de Hakawati weer populair. De verhalenverteller is deel van de levende orale traditie van het Midden-Oosten. De bekende verteller Abu Shady, een van de laatste van zijn gilde, treedt nog geregeld in de Oude Stad van Damascus op.